# Deportivo Estudiantil Rebaza Acosta
OAsociación Deportivo Estudiantil Rebaza Acosta, que é um clube de voleibol peruano da cidade de Callao. Atualmente disputa a Liga Nacional Superior de Voleibol foi vice-campeão nacional na temporada 2017-18

## Títulos conquistados
0 Campeonato Sul-Americano de Clubes:
 0 Campeonato Peruano